# Web Feature Service
Web Feature Service (WFS) is een interface voor het opvragen, aanleveren en bewerken van geografische vector data en bijbehorende administratieve data, afkomstig van databanken, over het Internet. Het maakt gebruik van de op Extensible Markup Language (XML) gebaseerde Geography Markup Language (GML) voor dataoverdracht.
Het Open Geospatial Consortium (OGC) definieert de specificaties van WFS.
Overzicht van de 3 verschillende standaard GET-requests die uit te voeren zijn op een WFS.
| Request             | Parameters                                                               | Response |
| ------------------- | ------------------------------------------------------------------------ | --- |
| GetCapabilities     | REQUEST=GetCapabilties                                                   | XML document met onder andere een lijst van de verschillende beschikbare lagen van deze service.                     |
| GetCapabilities     | SERVICE=WFS                                                              | XML document met onder andere een lijst van de verschillende beschikbare lagen van deze service.                     |
| GetCapabilities     | VERSION=1.0.0                                                            | XML document met onder andere een lijst van de verschillende beschikbare lagen van deze service.                     |
| DescribeFeatureType | REQUEST=DescribeFeatureType                                              | XML document die een schema weergeeft van de gevraagde lagen.                                                        |
| DescribeFeatureType | SERVICE=WFS                                                              | XML document die een schema weergeeft van de gevraagde lagen.                                                        |
| DescribeFeatureType | VERSION=1.0.0                                                            | XML document die een schema weergeeft van de gevraagde lagen.                                                        |
| DescribeFeatureType | TYPENAME=[kommalijst van 1 of meerdere feature types]                    | XML document die een schema weergeeft van de gevraagde lagen.                                                        |
| DescribeFeatureType | OUTPUTFORMAT=[XML-formaat van het antwoord]                              | XML document die een schema weergeeft van de gevraagde lagen.                                                        |
| GetFeature          | REQUEST=GetFeature                                                       | HTML of XML (INFO_FORMAT) antwoord met de gegevens over het (de) desbetreffende feature(s) op de aangegeven locatie. |
| GetFeature          | SERVICE=WFS                                                              | HTML of XML (INFO_FORMAT) antwoord met de gegevens over het (de) desbetreffende feature(s) op de aangegeven locatie. |
| GetFeature          | VERSION=1.0.0                                                            | HTML of XML (INFO_FORMAT) antwoord met de gegevens over het (de) desbetreffende feature(s) op de aangegeven locatie. |
| GetFeature          | PROPERTYNAME=[lijst van de gevraagde eigenschappen van elke featuretype] | HTML of XML (INFO_FORMAT) antwoord met de gegevens over het (de) desbetreffende feature(s) op de aangegeven locatie. |
| GetFeature          | FEATUREVERSION=[ALL/N]                                                   | HTML of XML (INFO_FORMAT) antwoord met de gegevens over het (de) desbetreffende feature(s) op de aangegeven locatie. |
| GetFeature          | MAXFEATURES=[max aantal features in het antwoord]                        | HTML of XML (INFO_FORMAT) antwoord met de gegevens over het (de) desbetreffende feature(s) op de aangegeven locatie. |
| GetFeature          | TYPENAME=[kommalijst van 1 of meerdere feature types]                    | HTML of XML (INFO_FORMAT) antwoord met de gegevens over het (de) desbetreffende feature(s) op de aangegeven locatie. |
| GetFeature          | FEATUREID=[lijst van features die met id opgevraagd moeten worden]       | HTML of XML (INFO_FORMAT) antwoord met de gegevens over het (de) desbetreffende feature(s) op de aangegeven locatie. |
| GetFeature          | FILTER=[filter die toegepast dient te worden op de vraag]                | HTML of XML (INFO_FORMAT) antwoord met de gegevens over het (de) desbetreffende feature(s) op de aangegeven locatie. |
| GetFeature          | BBOX=[minx,miny,maxx,maxy]                                               | HTML of XML (INFO_FORMAT) antwoord met de gegevens over het (de) desbetreffende feature(s) op de aangegeven locatie. |